# Finland i olympiska vinterspelen 2006
Finlands OS-trupp vid Olympiska vinterspelen 2006

## Medaljer
|         | Guld | Silver | Brons | Total |
| ------- | ---- | ------ | ----- | ----- |
| FINLAND | 0    | 6      | 3     | 9     |

### Silver
- Matti Hautamäki - Backhoppning: Lilla backen
- Mikko Ronkainen - Freestyle: Puckelpist
- Tanja Poutiainen - Alpin utförsåkning: Storslalom
- Markku Uusipaavalniemi, Wille Mäkelä, Kalle Kiiskinen, Teemu Salo, Jani Sullanmaa - Curling
- Finlands ishockeylandslag - Ishockey, herrar
- Tami Kiuru, Janne Happonen, Janne Ahonen, Matti Hautamäki - Backhoppning: Lag

### Brons
- Markku Koski - Snowboard: Halfpipe
- Aino-Kaisa Saarinen/Virpi Kuitunen - Längdskidåkning:Sprintstafett
- Antti Kuisma, Anssi Koivuranta, Jaakko Tallus, Hannu Manninen - Nordisk kombination, lagtävlingen